# Jesus, min konung, jag vill följa dig
Jesus, min konung, jag vill följa dig är en sång med text och musik från 1904 av Frederick Booth-Tucker.

## Publicerad i
- Frälsningsarméns sångbok 1968 som nr 184 under rubriken "Helgelse".
- Frälsningsarméns sångbok 1990 som nr 425 under rubriken "Helgelse".